# Cantoni della Svizzera per altitudine
La seguente lista è una comparazione dei punti più elevati e più bassi in Svizzera in riferimento ai vari cantoni della nazione.

## Generalità
I dati includono i punti più elevati e più bassi per tutti i 26 cantoni con le coordinate del punto più elevato, i nomi dei luoghi, l'altezza media e la differenza tra l'altezza più alta e quella più bassa.
Il punto più elevato di molti cantoni è situato nelle Alpi svizzere. Per altri (con altezze minori) il punto più elevato è collocato nel massiccio del Giura oppure nell'Altipiano svizzero.

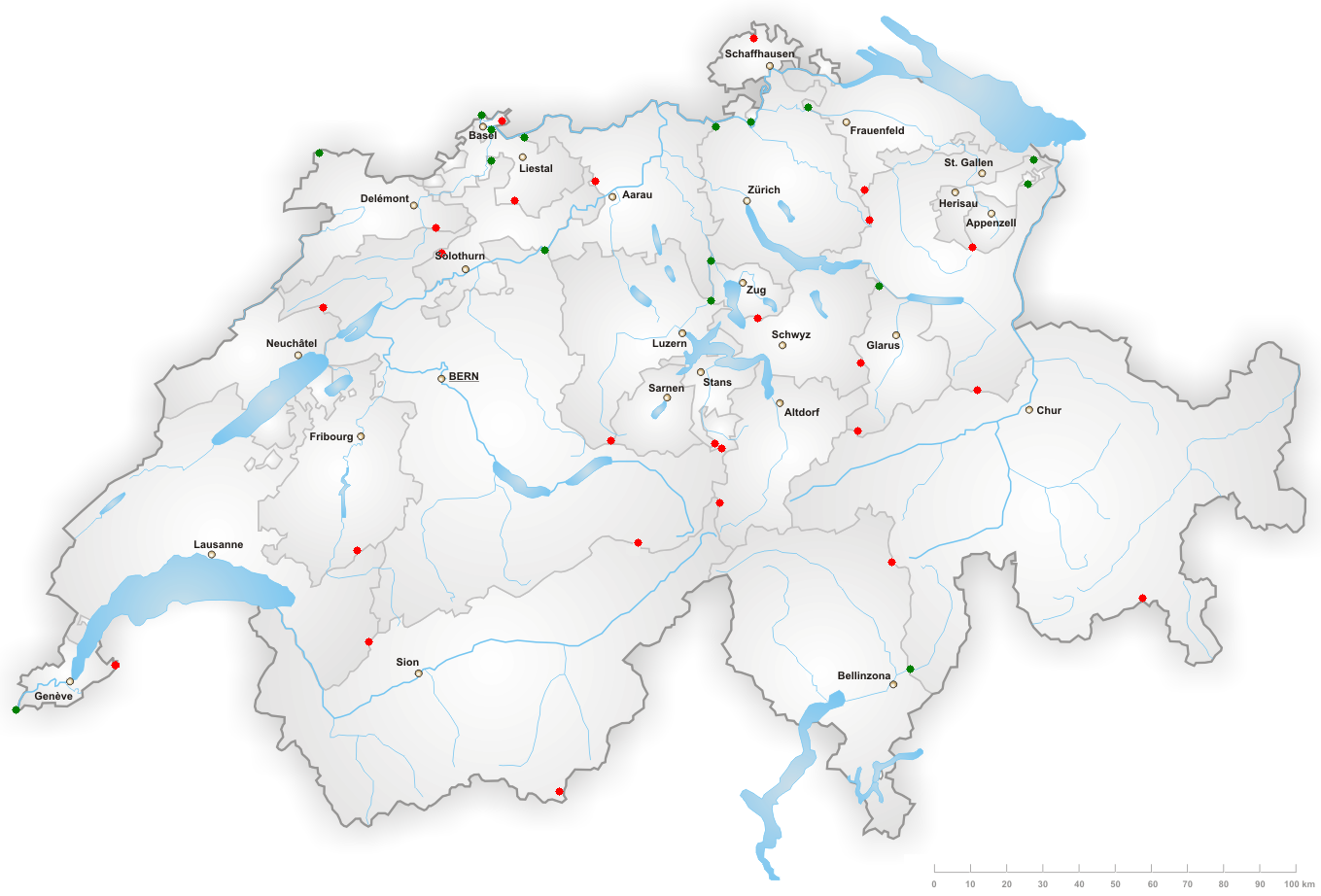
Il punto più alto di ogni cantone è segnato con un punto rosso; il punto più basso con un punto verde eccetto che per i cantoni in cui il punto più basso è un lago.

## Lista
| Cantone            | Stemma             | Punto più elevato | Altezza (m) | Coordinate del punto più elevato | Punto più basso                                                 | Altezza (m) | Altezza media | Differenza |
| ------------------ | ------------------ | ----------------- | ----------- | -------------------------------- | --------------------------------------------------------------- | ----------- | ------------- | ---------- |
| Vallese            | Vallese            | Punta Dufour      | 4 634       | 45°56′12.6″N 7°52′01.4″E         | Lago Lemano                                                     | 372         | 2 140         | 4 262      |
| Berna              | Berna              | Finsteraarhorn    | 4 274       | 46°32′19″N 8°07′38″E             | fiume Aar al confine con il Canton Soletta                      | 402         | 1 198         | 3 872      |
| Grigioni           | Grigioni           | Pizzo Bernina     | 4 049       | 46°23′01″N 9°54′34″E             | fiume Moesa al confine con il Canton Ticino                     | 260         | 2 021         | 3 789      |
| Uri                | Uri                | Dammastock        | 3 630       | 46°38′28″N 8°25′06″E             | Lago dei Quattro Cantoni                                        | 434         | 1 896         | 3 196      |
| Glarona            | Glarona            | Tödi              | 3 614       | 46°48′40″N 8°54′53″E             | fiume Linth al confine con il Canton San Gallo                  | 410         | 1 589         | 3 204      |
| Ticino             | Ticino             | Adula             | 3 402       | 46°29′37″N 9°02′24″E             | Lago Maggiore                                                   | 195         | 1 412         | 3 207      |
| San Gallo          | San Gallo          | Ringelspitz       | 3 248       | 46°53′58.95″N 9°20′39″E          | Lago di Costanza                                                | 396         | 1 000         | 2 852      |
| Obvaldo            | Obvaldo            | Titlis            | 3 238       | 46°46′24″N 8°26′20″E             | Lago dei Quattro Cantoni                                        | 434         | 1 329         | 2 804      |
| Vaud               | Vaud               | Les Diablerets    | 3 210       | 46°18′19″N 7°11′24″E             | Lago Lemano                                                     | 372         | 827           | 2 838      |
| Nidvaldo           | Nidvaldo           | Rotstöckli        | 2 901       | 46°46′39″N 8°25′33″E             | Lago dei Quattro Cantoni                                        | 434         | 1 077         | 2 467      |
| Svitto             | Svitto             | Bös Fulen         | 2 802       | 46°58′02″N 8°56′45″E             | Lago di Zurigo                                                  | 406         | 1 082         | 2 396      |
| Appenzello Esterno | Appenzello Esterno | Säntis            | 2 502       | 47°14′57″N 9°20′36″E             | Lutzenberg                                                      | 430         | 935           | 2 072      |
| Appenzello Interno | Appenzello Interno | Säntis            | 2 502       | 47°14′57″N 9°20′36″E             | confine con il Canton San Gallo ed il Canton Appenzello Esterno | 550         | 1 126         | 1 952      |
| Friburgo           | Friburgo           | Vanil Noir        | 2 389       | 46°31′40″N 7°08′20″E             | Lago di Neuchâtel                                               | 429         | 856           | 1 960      |
| Lucerna            | Lucerna            | Brienzer Rothorn  | 2 350       | 46°47′18″N 8°02′53″E             | fiume Reuss al confine con il Canton Zugo e il Canton Argovia   | 406         | 777           | 1 944      |
| Zugo               | Zugo               | Wildspitz         | 1 580       | 47°04′52″N 8°33′45″E             | fiume Reuss al confine con il Canton Zurigo                     | 388         | 651           | 1 192      |
| Neuchâtel          | Neuchâtel          | catena Chasseral  | 1 552       | 47°07′19″N 7°02′07″E             | Lago di Bienne                                                  | 429         | 919           | 1 123      |
| Soletta            | Soletta            | Hasenmatt         | 1 445       | 47°14′31.44″N 7°27′01.84″E       | fiume Birsa al confine con il Canton Basilea Campagna           | 277         | 630           | 1 168      |
| Giura              | Giura              | Monte Raimeux     | 1 302       | 47°18′30″N 7°25′45″E             | fiume Allaine al confine nazionale                              | 364         | 690           | 938        |
| Zurigo             | Zurigo             | Schnebelhorn      | 1 292       | 47°19′32.37″N 8°58′46.49″E       | fiume Reno al confine nazionale                                 | 332         | 533           | 960        |
| Basilea Campagna   | Basilea Campagna   | Hinteri Egg       | 1 169       | 47°22′21″N 7°42′38″E             | fiume Birsa al confine con il Canton Basilea Città              | 246         | 521           | 923        |
| Turgovia           | Turgovia           | Hohgrat (Groot)   | 991         | 47°23′N 8°58′E                   | fiume Thur al confine con il Canton Zurigo                      | 370         | 495           | 621        |
| Sciaffusa          | Sciaffusa          | Hagen (Randen)    | 912         | 47°46′N 8°34′E                   | fiume Reno al confine con il Canton Zurigo                      | 344         | 538           | 568        |
| Argovia            | Argovia            | Geissfluegrat     | 908         | 47°25′22.02″N 7°57′52.42″E       | fiume Reno al confine nazionale                                 | 260         | 476           | 648        |
| Basilea Città      | Basilea Città      | St Chrischona     | 522         | 47°34′23″N 7°40′48″E             | fiume Reno al confine nazionale                                 | 245         | 295           | 277        |
| Ginevra            | Ginevra            | Les Arales        | 516         | 46°14′53″N 6°18′32″E             | fiume Rodano al confine nazionale                               | 332         | 419           | 184        |